# Fumetto di pesce
Il fumetto di pesce è uno dei fondi di cucina tradizionali della cucina classica.

## Descrizione
Consiste in una sorta di brodo molto ristretto e saporito che si ottiene facendo bollire le parti non commestibili del pesce come le teste, le lische, i carapaci dei crostacei insieme a limone a fette, sedano, carota, porro (in alternativa, scalogno o cipolla) erbe aromatiche (cerfoglio, alloro, salvia, timo), pepe in grani e vino bianco secco.
È poi utilizzato per la preparazione di alcune zuppe, di salse o anche da solo per insaporire i piatti di pesce.